# STS-57
STS-57 — 56-й старт многоразового транспортного космического корабля в рамках программы Спейс Шаттл и 4-й космический полёт шаттла Индевор, произведен 21 июня 1993 года. Продолжение медико-биологических исследований и астрономических наблюдений. Астронавты провели в космосе около 11 суток и благополучно приземлились на Авиабазе Эдвардс 1 июля 1993 года.

## Экипаж
- Роналд Грейб (4)[2] — командир;
- Брайан Даффи (2) — пилот;
- Джордж Лоу (3) — специалист полёта 1, командир полезной нагрузки;
- Нэнси Кэрри (Шерлок) (1) — специалист полёта 2;
- Питер Уайсофф (1) — специалист полёта 3;
- Дженис Восс (1) — специалист полёта 4.

## Параметры полёта
- Вес: 15 250 кг (полезная нагрузка)
- Перигей: 402 км
- Апогей: 471 км
- Наклонение: 39,0°
- Период обращения: 89,7 мин